# Маюра

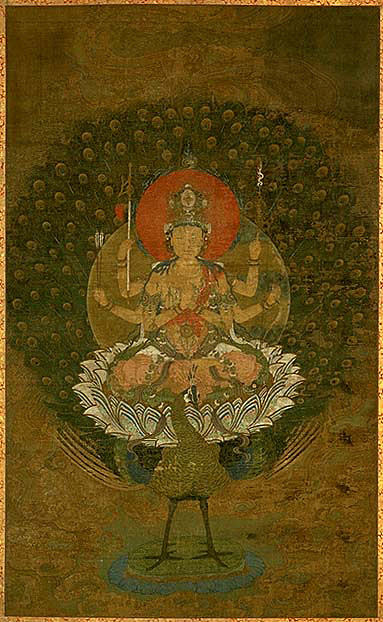
Відья-раджа, що сидить на Маюрі (Буддизм, XI ст., Китай)

Маюра (в перекладі з санскриту — «павич») — один зі священних птахів у  індуській міфології, який згадується в ряді шанованих індусами писань. Як сучасна назва павича використовується послідовниками цієї релігії в багатьох частинах Індії.
Переказ свідчить, що Маюра був створений з пір'я Гаруди, іншого напівбожественного міфічного птаха індуїзму, Ваха (перевізника) Вішну, одного з Тримурті. Маюра зображується як міфічний птах, який убиває змія, що, на думку ряду індуських писань, символізує круговорот часу.

## Значення
Пір'я Маюра вважаються священними і використовуються як релігійні образи. Сам Маюра пов'язаний з безліччю індуських божеств, зокрема таких:
- Богиня Каумарі традиційно зображується разом з Маюра, і Маюра також служить засобом її пересування.
- Маюра також є засобом пересування бога Картік.
- Крішна переважно зображується з павичевим пером, що прикрашає голову. Також «Маюра» — одне з його численних імен.